# Lijst van rechtvleugeligen van België
Deze Lijst van rechtvleugeligen (Orthoptera) van België toont de in België voorkomende sprinkhanen en krekels per provincie. Op de lijst staan 55 soorten waarvan vier zijn verdwenen uit België, de Kleine wrattenbijter, de Dobbelsteensprinkhaan, de Klappersprinkhaan en de Europese treksprinkhaan. Deze laatste soort wordt incidenteel nog wel eens als waargenomen. Het gaat dan om ontsnapte of uitgezette dieren.

## Langsprieten(Ensifera)

### Sabelsprinkhanen(Tettigoniidae)
| Soort                                                                | West-Vlaanderen | Oost-Vlaanderen | Antwerpen | Vlaams Brabant | Brussel | Belgisch Limburg | Waals Brabant | Henegouwen | Luik | Namen | Belgisch Luxemburg |
| -------------------------------------------------------------------- | --------------- | --------------- | --------- | -------------- | ------- | ---------------- | ------------- | ---------- | ---- | ----- | ------------------ |
| Sikkelsprinkhaan Phaneroptera falcata (Poda, 1761)                   | x               | x               | x         | x              | x       | x                | x             | x          | x    | x     | x                  |
| Zuidelijke sikkelsprinkhaan Phaneroptera nana Fieber, 1853           | x               | x               | x         |                |         |                  |               |            |      |       |                    |
| Struiksprinkhaan Leptophyes punctatissima (Bosc, 1792)               | x               | x               | x         | x              | x       | x                | x             | x          | x    | x     | x                  |
| Zaagsprinkhaan Barbitistes serricauda (Fabricius, 1794)              |                 | x               |           | x              | x       |                  |               | x          | x    | x     | x                  |
| Boomsprinkhaan Meconema thalassinum (De Geer, 1773)                  | x               | x               | x         | x              | x       | x                | x             | x          | x    | x     | x                  |
| Zuidelijke boomsprinkhaan Meconema meridionale Costa, 1860           | x               | x               | x         | x              | x       | x                | x             | x          | x    | x     | x                  |
| Gewoon spitskopje Conocephalus dorsalis (Latreille, 1804)            | x               | x               | x         | x              | x       | x                | x             | x          | x    | x     | x                  |
| Zuidelijk spitskopje Conocephalus fuscus (Fabricius, 1793)           | x               | x               | x         | x              | x       | x                | x             | x          | x    | x     | x                  |
| Grote spitskop Ruspolia nitidula (Scopoli, 1786)                     | x               | x               | x         | x              |         | x                | x             | x          | x    | x     | x                  |
| Kleine groene sabelsprinkhaan Tettigonia cantans (Fuessly, 1775)     |                 | x               |           |                |         | x                |               | x          |      | x     | x                  |
| Grote groene sabelsprinkhaan Tettigonia viridissima (Linnaeus, 1758) | x               | x               | x         | x              | x       | x                | x             | x          | x    | x     | x                  |
| Wrattenbijter Decticus verrucivorus (Linnaeus, 1758)                 | †               | †               |           | †              | †       | †                |               | †          | x    | †     | x                  |
| Kleine wrattenbijter Gampsocleis glabra (Herbst, 1786)               |                 |                 |           |                |         | †                |               |            |      |       |                    |
| Duinsabelsprinkhaan Platycleis albopunctata (Goeze, 1778)            | x               |                 | x         |                |         | †                |               | x          | x    | x     | x                  |
| Lichtgroene sabelsprinkhaan Bicolorana bicolor (Philippi, 1830)      |                 |                 |           | x              |         | x                |               | x          | x    | x     | x                  |
| Dobbelsteensprinkhaan Tessellana tessellata (Charpentier, 1825)      |                 |                 |           |                |         |                  |               |            |      |       | †                  |
| Heidesabelsprinkhaan Metrioptera brachyptera (Linnaeus, 1761)        | x               |                 | x         | x              |         | x                |               | x          | x    | x     | x                  |
| Greppelsprinkhaan Roeseliana roeselii (Hagenbach, 1822)              | x               | x               | x         | x              | x       | x                | x             | x          | x    | x     | x                  |
| Bramensprinkhaan Pholidoptera griseoaptera (De Geer, 1773)           | x               | x               | x         | x              | x       | x                | x             | x          | x    | x     | x                  |
| Zadelsprinkhaan Ephippiger diurnus Dufour, 1841                      | x               |                 | x         |                | x       | x                |               |            |      |       |                    |

### Krekels(Gryllidae)
| Soort                                                       | West-Vlaanderen | Oost-Vlaanderen | Antwerpen | Vlaams Brabant | Brussel | Belgisch Limburg | Waals Brabant | Henegouwen | Luik | Namen | Belgisch Luxemburg |
| ----------------------------------------------------------- | --------------- | --------------- | --------- | -------------- | ------- | ---------------- | ------------- | ---------- | ---- | ----- | ------------------ |
| Veldkrekel Gryllus campestris Linnaeus, 1758                | x               | x               | x         | x              | x       | x                | x             | x          | x    | x     | x                  |
| Huiskrekel Acheta domesticus (Linnaeus, 1758)               | x               | x               | x         | x              | x       | x                | x             | x          | x    | x     | x                  |
| Boskrekel Nemobius sylvestris (Bosc, 1792)                  | x               | x               | x         | x              |         | x                | x             | x          | x    | x     | x                  |
| Spoorkrekel Eumodicogryllus bordigalensis (Latreille, 1804) |                 | x               | x         | x              |         |                  |               |            |      |       |                    |
| Dierentuinkrekel Gryllodes sigillatus (Walker, 1869)        | x               | x               | x         |                |         |                  |               | x          |      |       |                    |
| Boomkrekel Oecanthus pellucens (Scopoli, 1763)              | x               | x               | x         | x              | x       | x                | x             | x          | x    | x     | x                  |

### Veenmollen(Gryllotalpidae)
| Soort                                            | West-Vlaanderen | Oost-Vlaanderen | Antwerpen | Vlaams Brabant | Brussel | Belgisch Limburg | Waals Brabant | Henegouwen | Luik | Namen | Belgisch Luxemburg |
| ------------------------------------------------ | --------------- | --------------- | --------- | -------------- | ------- | ---------------- | ------------- | ---------- | ---- | ----- | ------------------ |
| Veenmol Gryllotalpa gryllotalpa (Linnaeus, 1758) | x               | x               | x         | x              | x       | x                | x             | x          |      | †     | x                  |

## Kortsprieten(Caelifera)

### Doornsprinkhanen(Tetrigidae)
| Soort                                            | West-Vlaanderen | Oost-Vlaanderen | Antwerpen | Vlaams Brabant | Brussel | Belgisch Limburg | Waals Brabant | Henegouwen | Luik | Namen | Belgisch Luxemburg |
| ------------------------------------------------ | --------------- | --------------- | --------- | -------------- | ------- | ---------------- | ------------- | ---------- | ---- | ----- | ------------------ |
| Zeggedoorntje Tetrix subulata (Linnaeus, 1758)   | x               | x               | x         | x              | x       | x                | x             | x          | x    | x     | x                  |
| Zanddoorntje Tetrix ceperoi (Bolívar, 1887)      | x               | x               | x         | x              | x       | x                | x             | x          |      | †     | x                  |
| Gewoon doorntje Tetrix undulata (Sowerby, 1806)  | x               | x               | x         | x              | x       | x                | x             | x          | x    | x     | x                  |
| Bosdoorntje Tetrix bipunctata (Linnaeus, 1758)   |                 |                 |           |                |         |                  |               |            | x    | x     | x                  |
| Kalkdoorntje Tetrix tenuicornis (Sahlberg, 1891) |                 |                 |           | x              | x       | x                | x             | x          | x    | x     | x                  |

### Veldsprinkhanen(Acrididae)
| Soort                                                         | West-Vlaanderen | Oost-Vlaanderen | Antwerpen | Vlaams Brabant | Brussel | Belgisch Limburg | Waals Brabant | Henegouwen | Luik | Namen | Belgisch Luxemburg |
| ------------------------------------------------------------- | --------------- | --------------- | --------- | -------------- | ------- | ---------------- | ------------- | ---------- | ---- | ----- | ------------------ |
| Rosevleugel Calliptamus italicus (Linnaeus, 1758)             |                 |                 |           | x              |         | x                |               | x          | x    | x     | x                  |
| Klappersprinkhaan Psophus stridulus (Linnaeus, 1758)          |                 |                 |           |                |         | †                |               |            |      |       |                    |
| Europese treksprinkhaan Locusta migratoria (Linnaeus, 1758)   |                 |                 |           |                |         | †                |               |            |      |       |                    |
| Blauwvleugelsprinkhaan Oedipoda caerulescens (Linnaeus, 1758) | x               | x               | x         | x              | x       | x                | x             | x          | x    | x     | x                  |
| Roodvleugelsprinkhaan Oedipoda germanica (Latreille, 1804)    |                 |                 |           |                |         |                  |               |            |      | x     |                    |
| Kiezelsprinkhaan Sphingonotus caerulans (Linnaeus, 1767)      | x               | x               | x         | x              | x       | x                |               | x          | x    | x     | x                  |
| Moerassprinkhaan Stethophyma grossum (Linnaeus, 1758)         | x               | x               | x         | x              | x       | x                | x             | x          | x    | x     | x                  |
| Gouden sprinkhaan Chrysochraon dispar (Germar, 1834)          | x               | x               | x         | x              | x       | x                | x             | x          | x    | x     | x                  |
| Kleine goudsprinkhaan Euthystira brachyptera (Ocskay, 1826)   |                 |                 |           |                |         |                  |               |            |      |       | x                  |
| Zoemertje Stenobothrus lineatus (Panzer, 1796)                |                 |                 | x         |                |         | x                |               | x          | x    | x     | x                  |
| Schavertje Stenobothrus stigmaticus (Rambur, 1838)            | x               |                 |           |                |         | x                |               |            | x    | x     | x                  |
| Wekkertje Omocestus viridulus (Linnaeus, 1758)                | x               | x               | x         | x              | x       | x                | x             | x          | x    | x     | x                  |
| Zwart wekkertje Omocestus rufipes (Zetterstedt, 1821)         | x               |                 | x         |                |         | x                | x             | x          | x    | x     | x                  |
| Steppesprinkhaan Chorthippus vagans (Eversmann, 1848)         |                 |                 |           |                |         |                  |               |            | x    | x     | x                  |
| Bruine sprinkhaan Chorthippus brunneus (Thunberg, 1815)       | x               | x               | x         | x              | x       | x                | x             | x          | x    | x     | x                  |
| Ratelaar Chorthippus biguttulus (Linnaeus, 1758)              | x               | x               | x         | x              | x       | x                | x             | x          | x    | x     | x                  |
| Snortikker Chorthippus mollis (Charpentier, 1825)             | x               | x               | x         | x              | x       | x                | x             | x          |      | x     | x                  |
| Kustsprinkhaan Chorthippus albomarginatus (De Geer, 1773)     | x               | x               | x         | x              |         | x                |               | x          | x    | x     | x                  |
| Weidesprinkhaan Chorthippus dorsatus (Zetterstedt, 1821)      |                 |                 |           |                |         |                  |               | x          |      | x     | x                  |
| Krasser Pseudochorthippus parallelus (Zetterstedt, 1821)      | x               | x               | x         | x              | x       | x                | x             | x          | x    | x     | x                  |
| Zompsprinkhaan Pseudochorthippus montanus (Charpentier, 1825) |                 | x               | x         | x              | †       | x                |               |            | x    | x     | x                  |
| Knopsprietje Myrmeleotettix maculatus (Thunberg, 1815)        | x               | x               | x         | x              |         | x                | x             | x          | x    | x     | x                  |
| Rosse sprinkhaan Gomphocerippus rufus (Linnaeus, 1758)        |                 |                 | x         | x              |         | x                |               | x          | x    | x     | x                  |

Soorten die zijn verdwenen uit de betreffende provincie zijn aangegeven met een †.
Onderstaande lijsten tonen enkele exotische soorten die door menselijk handelen (versleept, uitgezet of als reptielenvoer) incidenteel in België zijn aangetroffen en geen levensvatbare populaties (kunnen) vormen.

## Langsprieten(Ensifera)

### Sabelsprinkhanen(Tettigoniidae)
| Soort                                                                   | West-Vlaanderen | Oost-Vlaanderen | Antwerpen | Vlaams Brabant | Brussel | Belgisch Limburg | Waals Brabant | Henegouwen | Luik | Namen | Belgisch Luxemburg |
| ----------------------------------------------------------------------- | --------------- | --------------- | --------- | -------------- | ------- | ---------------- | ------------- | ---------- | ---- | ----- | ------------------ |
| Ringpootsprinkhaan Rhacocleis annulata Fieber, 1853                     |                 |                 | x         |                |         |                  |               |            |      |       |                    |
| Tweekleurige kreupelhoutsabel Yersinella raymondii (Yersin, 1860)       | x               |                 |           |                |         |                  |               |            |      |       |                    |
| Westelijke Zorrosprinkhaan Eupholidoptera chabrieri (Charpentier, 1825) |                 |                 | x         |                |         |                  |               |            |      |       |                    |

### Krekels(Gryllidae)
| Soort                                                   | West-Vlaanderen | Oost-Vlaanderen | Antwerpen | Vlaams Brabant | Brussel | Belgisch Limburg | Waals Brabant | Henegouwen | Luik | Namen | Belgisch Luxemburg |
| ------------------------------------------------------- | --------------- | --------------- | --------- | -------------- | ------- | ---------------- | ------------- | ---------- | ---- | ----- | ------------------ |
| Zuidelijke veldkrekel Gryllus bimaculatus De Geer, 1773 | x               | x               | x         |                |         |                  |               |            |      |       |                    |
| Homoeogryllus reticulatus (Fabricius, 1781)             | x               |                 |           |                |         |                  |               |            |      |       |                    |
| Spleetkrekel Gryllomorpha dalmatina (Ocskay, 1832)      |                 |                 | x         |                |         |                  |               |            |      |       |                    |

### Grottensprinkhanen(Rhaphidophoridae)
| Soort                                             | West-Vlaanderen | Oost-Vlaanderen | Antwerpen | Vlaams Brabant | Brussel | Belgisch Limburg | Waals Brabant | Henegouwen | Luik | Namen | Belgisch Luxemburg |
| ------------------------------------------------- | --------------- | --------------- | --------- | -------------- | ------- | ---------------- | ------------- | ---------- | ---- | ----- | ------------------ |
| Kassprinkhaan Tachycines asynamorus Adelung, 1902 |                 |                 |           |                |         |                  |               |            | x    |       |                    |

## Kortsprieten(Caelifera)

### Veldsprinkhanen(Acrididae)
| Soort                                                       | West-Vlaanderen | Oost-Vlaanderen | Antwerpen | Vlaams Brabant | Brussel | Belgisch Limburg | Waals Brabant | Henegouwen | Luik | Namen | Belgisch Luxemburg |
| ----------------------------------------------------------- | --------------- | --------------- | --------- | -------------- | ------- | ---------------- | ------------- | ---------- | ---- | ----- | ------------------ |
| Europese treksprinkhaan Locusta migratoria (Linnaeus, 1758) | x               |                 | x         | x              |         | x                |               |            | x    | x     |                    |
| Kruissprinkhaan Oedaleus decorus (Germar, 1875)             |                 |                 | x         |                |         |                  |               |            |      |       |                    |
| Woestijnsprinkhaan Schistocerca gregaria (Forskål, 1775)    |                 | x               | x         | x              |         |                  | x             |            |      |       |                    |